# 229762 군호움디마

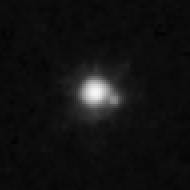

229762 군호움디마(229762 Gǃkúnǁʼhòmdímà)는 해왕성 바깥 천체이다. 2008년에 허블 우주 망원경이 위성을 발견하고 가호(Gǃòʼé ǃHú)라는 이름을 붙였다. !쿵족으로부터 이름이 유래하였다.